# 삼성 갤럭시 빔 (I8530)
삼성 갤럭시 빔(Samsung Galaxy Beam, Samsung I8530)는 삼성전자에서 출시한 안드로이드 스마트폰으로, 갤럭시 빔 (I8520)의 후속 기종이다. 출시 당시 안드로이드 2.3.6 진저브레드를 탑재하여 출시하였다.
후에 안드로이드 젤리빈으로 업데이트되었다.

## 빔 프로젝터
갤럭시 빔(I8530)은 빔 프로젝터를 지원하는 기종으로, 최대 50인치의 화면까지 출력이 가능하다.
nHD (640 x 360)의 해상도를 지원하며, 밝기는 15 루멘이다.